# Maggio nero (1992)
Il maggio nero (in lingua thai พฤษภาทมิฬ, trascrizione RTGS Phruetsapha Thamin) è la protesta popolare contro il governo del generale Suchinda Kraprayoon tenutasi tra il 17 e il 20 maggio 1992 a Bangkok, in Thailandia, brutalmente repressa dalle forze di polizia thailandesi. Vi parteciparono circa 200 000 persone provenienti da tutto il Paese e l'intervento delle forze dell'ordine provocò la morte di 52 dimostranti, la scomparsa di oltre 200, centinaia di feriti e oltre 3 500 arrestati, molti dei quali furono torturati.

## Premesse
Dopo 12 anni di dittatura militare, nel 1988 si tennero le elezioni al termine delle quali fu formato un governo di coalizione guidato dal partito Nazione Thai; primo ministro divenne Chatichai Choonhavan e la consultazione segnò uno spartiacque rispetto alla politica del passato, il potere non fu più incentrato sull'autoritarismo dell'esercito, ma si servì di quest'ultimo per favorire gli interessi dei grandi capitalisti dell'industria e del commercio. Una serie di scandali travolse il governo che ebbe fine con il colpo di Stato militare del febbraio 1991 organizzato dal Consiglio nazionale per il mantenimento della pace (CNMP), alla cui guida vi fu il generale Suchinda Kraprayoon. Il CNMP difese in realtà le élite della burocrazia thailandese, i cui interessi erano stati messi in pericolo dal governo.
Chatichai fu costretto all'esilio e i militari affidarono il nuovo governo ad interim al manager bancario ed ex diplomatico Anand Panyarachun. Fu poi emanata una nuova Costituzione e le nuove elezioni si tennero il 22 marzo 1992. Dopo le elezioni, la coalizione formata dai partiti Samakkee Dhamma, Nazione Thai, Azione Sociale, Cittadino Thai e Rassadorn scelse come primo ministro Suchinda Kraprayoon, che fu nominato il 7 aprile 1992 malgrado non fosse stato eletto. La nomina fu possibile grazie a un articolo della nuova Costituzione, che autorizzava l'elezione a capo del governo anche per chi non era stato eletto.

## Prime proteste
Il giorno dopo la nomina, l'ex membro del parlamento Chalard Vorachart iniziò uno sciopero della fame contro il governo ed ebbe la solidarietà di molti cittadini, che iniziarono a fare le prime dimostrazioni. I media filo-governativi inizialmente non riportarono le proteste, che ebbero invece spazio sui giornali indipendenti. Nella prima sessione costitutiva della Camera dei Rappresentanti del 16 aprile, membri dell'opposizione si presentarono con il lutto al braccio per esprimere il loro dolore per la perdita della democrazia. Il 20 aprile vi fu una dimostrazione anti-governativa a cui parteciparono in 50 000. Il 25 aprile fu indetta una nuova manifestazione dalle opposizioni e vi presero parte in 100 000.

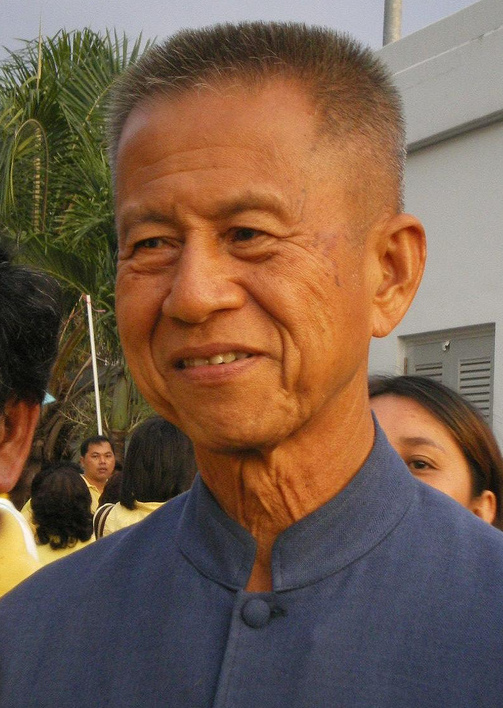
Il leader delle proteste Chamlong Srimuang in una foto del 2008

Il 1º maggio, le celebrazioni per la festa del lavoro a Bangkok si tennero in due distinte manifestazioni, una organizzata dal governo e l'altra dalle opposizioni. Dopo 24 giorni di sciopero della fame, Chalard Vorachart fu ricoverato in ospedale e la figlia Jittravadee iniziò lo sciopero della fame al suo posto. Questi eventi portarono alla dimostrazione del 4 maggio a cui presenziarono in circa 100 000. Il giorno dopo, il leader del partito Palang Dharma, ex generale dell'esercito ed ex governatore di Bangkok Chamlong Srimuang si dimise dal partito, annunciò la sua adesione alle proteste e iniziò a sua volta lo sciopero della fame. Richiamò così su di sé l'attenzione dei media e divenne il volto principale del movimento. Si unirono a lui altri attivisti come Prateep Ungsongtham, che difendeva i diritti degli abitanti delle baraccopoli, lo studente e segretario generale dell'Unione studentesca Prinya Thaewanarumitkul, il professore San Hatthirat e diversi leader sindacali.
Il 6 maggio una folla di 150 000 oppositori del governo si riunirono attorno al parlamento; in tale occasione il primo ministro Suchinda prese per la prima volta posizione gettando discredito su Chamlong Srimuang e su Chavalit Yongchaiyudh, leader del partito di opposizione Nuova Aspirazione. La protesta continuò nei giorni seguenti anche a Sanam Luang, dove si doveva tenere la tradizionale "Cerimonia dell'aratura", e dopo le accuse del governo i dimostranti si spostarono nel vicino viale Ratchadamnoen; l'8 maggio fu una giornata caldissima e Chamlong collassò, pose quindi fine allo sciopero della fame per poter continuare a guidare le proteste, che proseguirono in modo pacifico.
Le massicce proteste portarono Suchinda, il 9 maggio, ad annunciare che avrebbe appoggiato un emendamento alla Costituzione per impedire la nomina a primo ministro di chi non era stato eletto. L'emendamento avrebbe dovuto essere approntato entro una settimana e le proteste si placarono temporaneamente, con la promessa che sarebbero riprese il 17 se non fosse entrato in vigore l'emendamento. Il presidio di Ratchadamnoen comunque rimase e, contrariamente a quanto affermava Suchinda che i manifestanti erano comunisti e anti-monarchici, questi esibirono immagini del re, cantarono l'inno reale, permisero il passaggio attraverso Ratchadamnoen del convoglio della principessa Sirindhorn il 10 maggio, in occasione di una festa buddista. Anche la cerimonia dell'aratura reale a Sanam Luang e la visita di re Rama IX al Wat Phra Kaew avvennero senza incidenti.
L'11 maggio, i portavoce dei due maggiori partiti della coalizione di governo annunciarono che non era stato raggiunto alcun accordo sull'emendamento costituzionale. Il 14 maggio, 125 rappresentanti di 26 tra organizzazioni varie e sindacati si riunirono a Bangkok e istituirono l' "Alleanza per la democrazia", che ebbe tra i suoi membri più in vista Chamlong Srimuang, Prateep Ungsongtham, Prinya Thaewanarumitkul, Jittravadee Vorachart, San Hatthirat, il medico Weng Tojirakarn e il sindacalista delle ferrovie Somsak Kosaisuuk. Il 16 maggio fu indetta una conferenza stampa per rinnovare le proteste il pomeriggio successivo, nel caso il governo non avesse mantenuto le promesse.

## Gli scontri

### 17 maggio
Il governo non annunciò l'emendamento e il 17 maggio 100 000 dimostranti, 200 000 secondo altre fonti, si riunirono a Sanam Luang. Preoccupato per l'andamento delle manifestazioni, il ministro dell'Interno diede ordine ai governatori delle province di proibire agli abitanti locali di recarsi a Bangkok. Suchinda minacciò di licenziare il governatore di Bangkok, che in settimana aveva dato il suo appoggio ai dimostranti. Fu proibito alle stazioni radiofoniche di mandare in onda la musica degli artisti che avevano aderito alle proteste.
Verso le 21 furono in 30 000, guidati da Chamlong, a dirigersi verso la residenza ufficiale del primo ministro per sollecitarne le dimissioni. Giunti al ponte Phanfah Lilat, tra Ratchadamnoen Klang e Ratchadamnoen Nok, furono fermati dalla polizia che aveva piazzato del filo spinato attraverso la strada. Quando tentarono di forzare il blocco, la polizia cercò di disperderli con gli idranti. Ebbero così inizio gli scontri, Chamlong tentò invano di fermare i dimostranti, che lanciarono pietre e bottiglie molotov, e la polizia rispose ferendone circa 100 con i bastoni. Intorno a mezzanotte, il governo dichiarò la legge marziale, vietando tutte le riunioni e inviando rinforzi dopo che una stazione di polizia era stata attaccata e i suoi veicoli erano stati dati alle fiamme. Le truppe di polizia si trovarono a fronteggiare una grande folla che convergeva sul ponte Phanfah Lilat.

### 18 maggio
Verso le tre del mattino, le migliaia di soldati presenti ricevettero l'ordine di sparare sulla folla. I dimostranti stavano cercando di stabilire un dialogo con i soldati, a cui cercavano di dare fiori, ma alle 3 e 30 i soldati aprirono il fuoco. Nelle ore successive vi furono frequenti raffiche di colpi, a volte sparati in aria per avvertimento e altre volte direttamente sulla folla. Alle 5:30 del mattino, alcuni dimostranti furono uccisi al vicino Monumento alla Democrazia mentre cantavano l'inno reale. Durante le pause tra una raffica e l'altra, i manifestanti portarono ripetutamente cibo, bevande e fiori ai soldati. Per evitare che le truppe fraternizzassero con i manifestanti, ogni tre ore ne arrivarono di nuove, alcune delle quali dalle frontiere con Birmania e Cambogia. Molte delle vittime furono colpite alla schiena mentre fuggivano, alcune furono giustiziate da vicino. Alcuni medici che assistevano i feriti furono malmenati.
Gruppi di manifestanti attaccarono palazzi governativi e le stesse forze di polizia con tattiche di guerriglia, colpendo e ritirandosi velocemente. Gli scontri furono sostenuti soprattutto da lavoratori, mentre i leader, gli studenti e gli appartenenti alla classe media tendevano a ritirarsi. Gli insorti si organizzarono utilizzando telefoni cellulari e cercando di sfruttare i punti deboli delle forze dell'ordine. Verso le 14:30 Chamlong Srimuang fu arrestato mentre Prateep Ungsongtham e Somsak Kosaisuuk riuscirono a fuggire mischiandosi ai loro sostenitori. I dimostranti furono arrestati a centinaia, furono spesso costretti a togliersi le magliette e legati mani e piedi.
Al tramonto, decine di migliaia di soldati avevano preso il controllo di viale Ratchadamnoen mentre una parte dei dimostranti si concentrarono in altre zone della città, in particolare davanti al palazzo delle Pubbliche relazioni del governo, i cui dirigenti erano ritenuti responsabili di fornire informazioni distorte alla stampa. Il Royal Hotel vicino agli scontri fu trasformato in una sorta di ospedale da campo, e molti volontari si presero cura dei manifestanti feriti. Verso le 21:30, i soldati passarono all'attacco in viale Ratchadamnoen e gli insorti risposero spingendo due autobus sulle barriere di filo spinato; fece seguito una mezz'ora di spari sulla folla, con nuovi dimostranti ammazzati mentre fuggivano. Alcuni cecchini spararono sulla folla dai tetti delle case vicine. In tarda serata, il palazzo delle Pubbliche relazioni del governo fu dato alle fiamme, che si estesero al vicino ufficio delle imposte. Altri edifici governativi furono incendiati. Circa 2 000 oppositori al regime giravano per la città in moto, inseguiti dalle forze dell'ordine.

### 19 maggio
Il mattino del 19 maggio furono pubblicate sulla stampa edizioni speciali con immagini raccapriccianti delle vittime. Fu coniato il termine Phruetsapha Thamin (letteralmente maggio nero o crudele). Iniziarono a circolare video inediti, amatoriali e non, con le immagini degli scontri, mentre le TV nazionali non fecero vedere niente. Furono distribuiti volantini in cui si parlava di migliaia di morti. Al mattino i militari entrarono nel Royal Hotel, e molti oppositori che vi si erano rifugiati furono brutalmente picchiati. Per qualche giorno, a Bangkok furono soppressi gli autobus e chiuse scuole, uffici e negozi. Quel giorno le proteste si diffusero a Chiang Mai, Khon Kaen, Nakhon Ratchasima, Nakhon Si Thammarat, Songkhla, Trang e Pattani. Arrivarono dall'estero le prime condanne e richieste di porre fine alle brutalità poliziesche. I thailandesi all'estero furono messi al corrente dei fatti e si misero in contatto con i parenti a Bangkok per trasmettergli solidarietà.
Quel giorno vi fu una processione di persone vestite a lutto che si presentarono con striscioni neri e deposero fiori e incensi al Monumento della democrazia e al Royal Hotel. Verso sera i militari avevano ormai il controllo della città ad eccezione di alcune zone in particolare quella dell'Università Ramkhamhaeng, per tradizione frequentata da studenti provenienti da famiglie della classe operaia, dove si concentrarono 50 000 dimostranti, molti dei quali pronti a dare battaglia. La principessa Sirindhorn si trovava a Parigi e si mise in contatto con il padre Rama IX chiedendogli di intervenire.

### 20 maggio, intervento del re e fine degli scontri
La mattina del 20 maggio, un videomessaggio della principessa Sirindhorn che chiedeva a entrambi gli schieramenti la fine delle violenze fu trasmesso dalla televisione thailandese. Fu mandato in onda anche un messaggio analogo del principe della Corona Vajiralongkorn, che si trovava in Corea del Sud. Dopo essersi consultato con il consiglio privato, in particolare con l'ex primo ministro e generale Prem Tinsulanonda, il re Bhumibol Adulyadej convocò alla sera del 20 maggio a palazzo Suchinda Kraprayoon e il leader dell'opposizione Chamlong Srimuang per un confronto pubblico che fu trasmesso dalle TV nazionali. Chiese loro di porre subito fine alle violenze e di trovare un compromesso. Chamlong e Suchinda si dichiararono disponibili al dialogo, Chamlong fu rilasciato dalla custodia e gli scontri ebbero fine.

## Conseguenze
Nei giorni successivi Suchinda annunciò che si sarebbe dimesso solo quando la Costituzione sarebbe stata modificata. Nel frattempo, associazioni di categoria come la Camera di commercio thailandese, l'associazione dei banchieri e quella degli industriali lo invitarono a dimettersi dall'incarico. Il 21 maggio vi fu un presidio al Monumento della democrazia durante il quale Chamlong annunciò che le proteste sarebbero riprese se non fosse stata attuata la promessa revisione della Costituzione. Alcuni degli oppositori al regime erano insoddisfatti dall'esito dei negoziati avvenuti alla presenza del re tra Suchinda e Chamlong e chiesero che il primo ministro fosse punito. Il giorno dopo, l'Alleanza per la democrazia chiese ufficialmente la punizione dei funzionari responsabili della strage e le dimissioni di Suchinda.

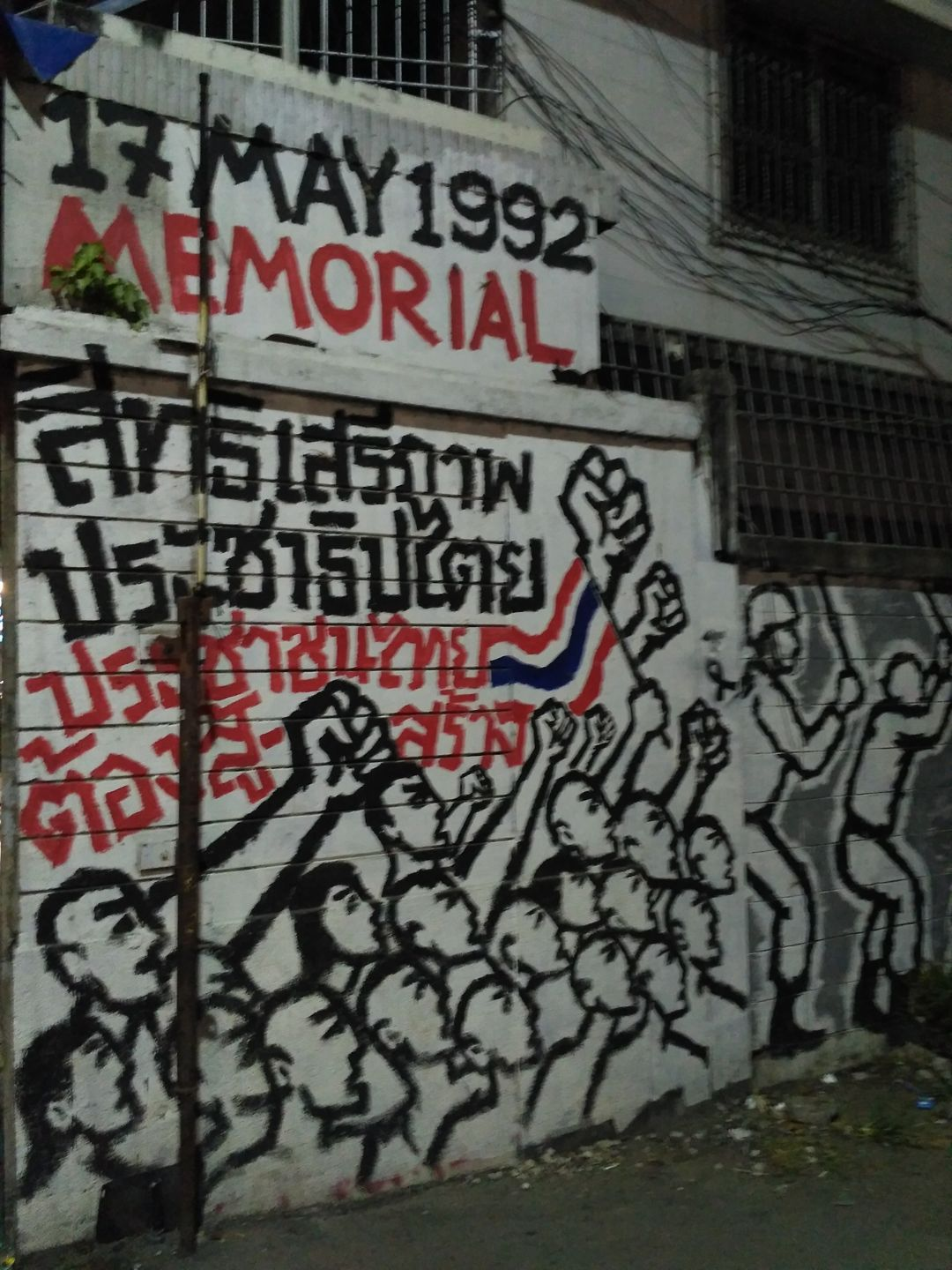
Graffiti in ricordo della strage nei pressi di Thanon Khaosan

Secondo fonti ufficiali i morti furono 52, 293 i dispersi e oltre 505 feriti. Questi numeri sono stati messi in dubbio, testimoni oculari riferirono che i militari portarono corpi non identificati direttamente al crematorio. Membri dell'agenzia Asia Watch per i diritti civili segnalarono la possibilità che molte vittime fossero state sotterrate di nascosto in fosse comuni e riferirono che il numero dei dispersi era tra i 227 e 277. Il "Comitato dei parenti degli eroi del maggio 1992" riportò in seguito che gli scomparsi furono circa 300. Diversi degli oltre 3 500 arrestati furono torturati. Il ministro degli Esteri Pongpol Adireksarn aderì alle richieste di dimissioni contro il capo del governo. Il 24 maggio, il re concesse l'amnistia a tutti coloro coinvolti negli scontri e Suchinda rassegnò finalmente le dimissioni. La carica fu temporaneamente affidata al suo vice Meechai Ruchuphan fino al 10 giugno, quando fu nuovamente nominato primo ministro Anand Panyarachun.
L'amnistia per i responsabili della strage suscitò malcontento, soprattutto perché il re non aveva il diritto costituzionale di concederla. Tuttavia, Bhumibol godeva di tale prestigio che nessun politico mise in dubbio le sue decisioni. Issarapong Noonpakdi, cognato di Suchinda, rimase provvisoriamente comandante in capo dell'esercito, e il suo compagno di classe Kaset Rojananil comandante supremo delle forze armate. I militari giustificarono la brutale repressione sostenendo che i dimostranti erano pericolosi comunisti e mettevano in pericolo la nazione e la monarchia. Bloccarono qualsiasi indagine sugli eventi e punizioni a loro carico, minacciando un nuovo colpo di Stato. Il 25 maggio fu approvato l'emendamento costituzionale con cui in futuro il primo ministro doveva essere un membro eletto del Parlamento. Furono limitati i poteri del Senato non eletto, che secondo la Costituzione era sotto il controllo dell'esercito. Il presidente della Camera, invece del presidente del Senato, divenne presidente di tutta l'Assemblea nazionale. Il voto di sfiducia divenne già possibile nella seconda sessione dell'anno parlamentare.
Il presidente della Camera, Arthit Urairat, invitò invano i partiti di coalizione e opposizione a formare un governo di unità nazionale. Fu quindi sottoposta al re la candidatura a primo ministro di Somboon Rahong del partito Nazione Thai, ma Bhumibol rifiutò di nominarlo. Il 10 giugno fu scelto l'apartitico e liberale Anand Panyarachun, contraddicendo paradossalmente la nuova costituzione modificata, poiché Anand non era un deputato del Parlamento. Era comunque un personaggio accettabile da tutte le parti e la sua nomina fu votata all'unanimità. A fine luglio Kaset e Issarapong furono rimossi dai vertici delle forze armate. Una commissione speciale della Camera dei rappresentanti guidata dall'ex presidente della Corte Suprema Sophon Ratanakorn fu incaricata di chiarire gli eventi. La commissione giunse alla conclusione che era stato fatto un uso eccessivo della forza per sopprimere le dimostrazioni e furono fatti alcuni nomi dei militari responsabili delle violenze.
Chamlong in seguito chiese scusa per le sue responsabilità negli eventi che portarono a tanti lutti, ma dichiarò anche che lui e i dimostranti avevano ragione a protestare. Si ritirò dalla politica e tornò a un ruolo attivo nel 2005 come uno dei leader dell'Alleanza Popolare per la Democrazia, movimento costituito per opporsi al governo dell'allora primo ministro Thaksin Shinawatra. Suchinda fu in seguito nominato presidente di Telecom Asia (diventata poi True), colosso della telefonia che durante il governo di Anand ricevette una concessione per installare 2 milioni di linee telefoniche.